# Krasnîk, Verhovîna
Krasnîk (în ucraineană Красник) este o comună în raionul Verhovîna, regiunea Ivano-Frankivsk, Ucraina, formată numai din satul de reședință.

## Demografie
Componența lingvistică a comunei Krasnîk
     Ucraineană (99,72%)
     Alte limbi (0,27%)
Conform recensământului din 2001, majoritatea populației comunei Krasnîk era vorbitoare de ucraineană (99,72%), existând în minoritate și vorbitori de alte limbi.